# Olle Schmidt
Torsten Olof „Olle” Fredrik Schmidt (ur. 22 lipca 1949 w gminie Skara) – szwedzki polityk, urzędnik państwowy, były poseł do Riksdagu, deputowany do Parlamentu Europejskiego.

## Życiorys
Ukończył w 1972 studia na Uniwersytecie w Lund, dwa lata później uzyskał magisterium. Był zatrudniony jako nauczyciel, następnie pracownik ds. informacji i asystent ds. PR w stoczni w Uddevalli.
Zaangażował się też w działalność polityczną w ramach Ludowej Partii Liberałów. W 1981 przeszedł do pracy w administracji publicznej. W latach 1991–1994 sprawował mandat posła do szwedzkiego parlamentu. Od 1988 do 1991 i ponownie w okresie 1994–1998 był radnym Malmö, wchodził też w skład zarządu tego miasta.
W latach 1999–2004 był eurodeputowanym V kadencji. Po dwóch latach przerwy powrócił do Parlamentu Europejskiego. Przystąpił do Porozumienia Liberałów i Demokratów na rzecz Europy, został członkiem Komisji Gospodarczej i Monetarnej. W wyborach europejskich w 2009 skutecznie ubiegał się o reelekcję.